# USS Windham Bay (CVE-92)
Авіаносець «Віндхем Бей» (англ. USS Windham Bay (CVE-92)) — ескортний авіаносець США часів Другої світової війни, типу «Касабланка».

## Історія створення
Авіаносець «Віндхем Бей» закладений 5 січня 1944 року на верфі Kaiser Shipyards у Ванкувері. Спущений на воду 29 березня 1944 року. Авіаносець вступив у стрій 3 травня 1944 року.

## Історія служби
Після вступу в стрій авіаносець «Віндхем Бей» здійснював перевезення літаків для потреб тактичної групи TF-58/38. 5 червня 1945 року корабель отримав штормові пошкодження.
25 січня 1946 року авіаносець був виведений в резерв.
З початком Корейської війни «Віндхем Бей» був виведений з резерву та здійснював перевезення літаків на Далекий Схід. 12 червня 1955 року він був перекласифікований в допоміжний авіаносець CVU-92.
1 лютого 1959 року «Віндхем Бей» був виключений зі списків флоту і зданий на злам у 1961 році.